# الرجل الذي سيصبح ملكا
«الرجل الذي سيصبح ملكا» (بالإنجليزية: The Man Who Would Be King) هي رواية نشرت  لأول مرة سنة 1888 للكاتب روديارد كبلنغ الحاصل على جائزة نوبل في الأدب سنة 1907. ترجمها السيد طه للغة العربية عن دار دون سنة 2020. تدور حول مغامرين بريطانيين في الهند البريطانية يخططان ليصبحا ملوك كافرستان (‏‏نورستان‏‏ الحالية)، وهي منطقة نائية من أفغانستان. 
استلهمت الرواية من مغامرات جيمس بروك، وهو إنكليزي أصبح أول راجا أبيض راجح على سراوق في جزيرة بورنيو؛ ورحلات المغامر الأمريكي جوزايا هارلان، الذي منح لقب أمير غور إلى الأبد لنفسه وذريته. وتتضمن القصة عددا من العناصر الواقعية الأخرى مثل وقوع الأحداث في كافيريستان شرق أفغانستان وسكانها ذوي المظهر الأوروبي من شعب نورستان، وتم وضع النهاية لى غرار عودة رئيس المستكشف أدولف شلانغينتفايت للمسؤولين الاستعماريين.
ونشرت أول مرة في مجموعة العربة الشبح وحكايات غريبة أخرى (المجلد الخامس من مكتبة السكك الحديدية الهندية، التي نشرتها ويلر وشركاه من مدينة الله أباد في عام 1888). وظهرت أيضا في مجموعة وي ويلي وينكي وقصص أطفال أخرى في عام 1895، وفي عدة طبعات لاحقة من تلك المجموعة.

## نبذة
الرواية تحكي قصة رجلين مغامرين، دانييل درافوت وبيتشي توليفر كارنيهان، يلتقيان بصحفي في الهند ويخططان للذهاب إلى كافيرستان ليصبحا ملكين. يستغلان معرفتهما العسكرية البريطانية وبنادق مارتني هنري لإقناع السكان المحليين بقيادتهما. يذهبان إلى المنطقة ويُستقبَلان كآلهة بسبب معرفتهما بالطقوس الماسونية التي تمارسها قبائل الكافير. ومع ذلك، عندما يحاول درافوت الزواج من فتاة محلية، يُكتشف أنه إنسان وليس إلهًا، وتتحول القبائل ضدهما. يُقتل درافوت بطريقة مأساوية، بينما يُترك كارنيهان للعودة إلى الهند، مصابًا بالجنون، ويحمل رأس درافوت وتاجه الذهبي كدليل على قصته.

‏مقاطعة نورستان ، أفغانستان. تقع على الحدود مع باكستان الحالية‏

## السياق التاريخي
نُشرت رواية «الرجل الذي سيصبح ملكاً» في فترة كانت فيها الإمبراطورية البريطانية في أوج توسعها، إذ بلغت مساحتها عام 1922 أكثر من 33 مليون كيلومتر مربع، أي ما يعادل 22٪ من اليابسة، فيما كانت تُدار بجيوش صغيرة من المتطوعين، لم يتجاوز عددهم خمسين ألف جندي يحكمون 200 مليون هندي. تعكس الرواية روح المغامرة الإنجليزية في الخارج، إذ تسرد حكاية جنديين يسعيان إلى السيطرة على بلد بأكمله في أفغانستان مستخدمين أسلوب الإغراء والقوة وسياسة "فرق تسد"، محققين نجاحًا مؤقتًا قبل أن ينتهيا بمصير مأساوي. وتقع أحداثها في نورستان، التي كانت تُعرف سابقًا باسم كافيرستان قبل اعتناق سكانها الإسلام في أواخر القرن التاسع عشر (1895-1896) في عهد عبد الرحمن خان. وكان أهلها يعبدون آلهة مختلفة مثل إندرا، إله السماء في الفيدية والهندوسية. وتوضح التسمية أن كلمة "كافر" (كافر، غير مؤمن) بالعربية ارتبطت دلاليًا بغير المسلمين، فيما تعني اللاحقة الفارسية "-ستان" أرضًا أو بلداً؛ لتصبح التسمية كافيرستان = أرض الكفار، قبل أن تتحول إلى نورستان = بلاد النور.

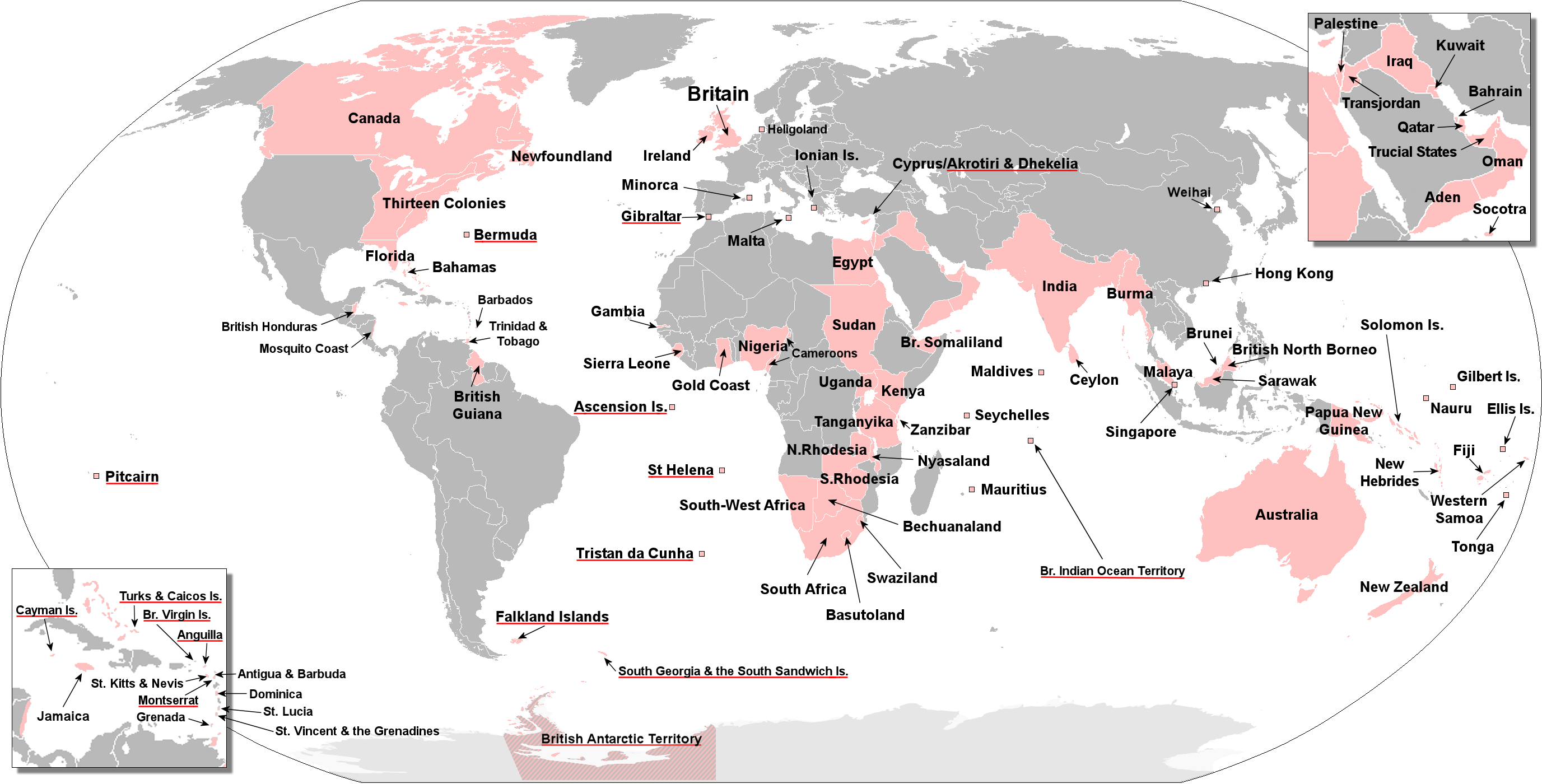
‏الأراضي التي كانت جزءا من ‏‏الإمبراطورية البريطانية‏‏. تم تمييز ‏‏المملكة المتحدة‏‏ ‏‏وأقاليم ما وراء البحار البريطانية‏‏ باللون الأحمر.‏

## التأثير
تم بث اقتباس للرواية على الراديو في 7 يوليو 1947 ومجددا في 1 أغسطس 1948. وفي عام 1975، تم اقتباسها من قبل المخرج جون هيوستن في فيلم روائي طويل يحمل نفس الاسم، من بطولة شون كونري ومايكل كين بدور المغامرين وكريستوفر بلامر بدور كيبلينغ، تم إنتاجه فى الولايات المتحدة وبريطانيا.
في بدايات العام 1954، أعرب همفري بوجارت عن رغبته بلعب دور البطولة في «الرجل الذي سيصبح ملكا» وكان يتحاور مع المخرج جون هيوستن في الموضوع.

## الانتقادات والاراء
- ‏وصف ‏‏جيمس ماثيو باري‏‏ القصة بأنها "أكثر الأشياء جرأة في الخيال"[6]. ‏
- ‏وصف كينجسلي أميس‏‏ القصة بأنها "حكاية طويلة مبالغ فيها بشكل صارخ" حيث "تنتهي مزحة سخيفة بكارثة يمكن التنبؤ بها وتستحقها تماما"[7]. ‏

## شخصيات محتملة للرواية
صور بمثابة نماذج محتملة للشخصيات الرئيسية في القصة:‏

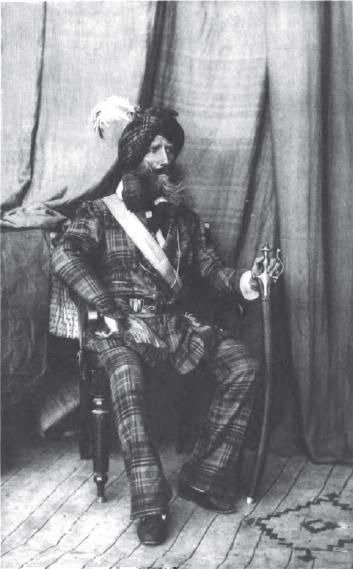
الكسندر جاردنر‏
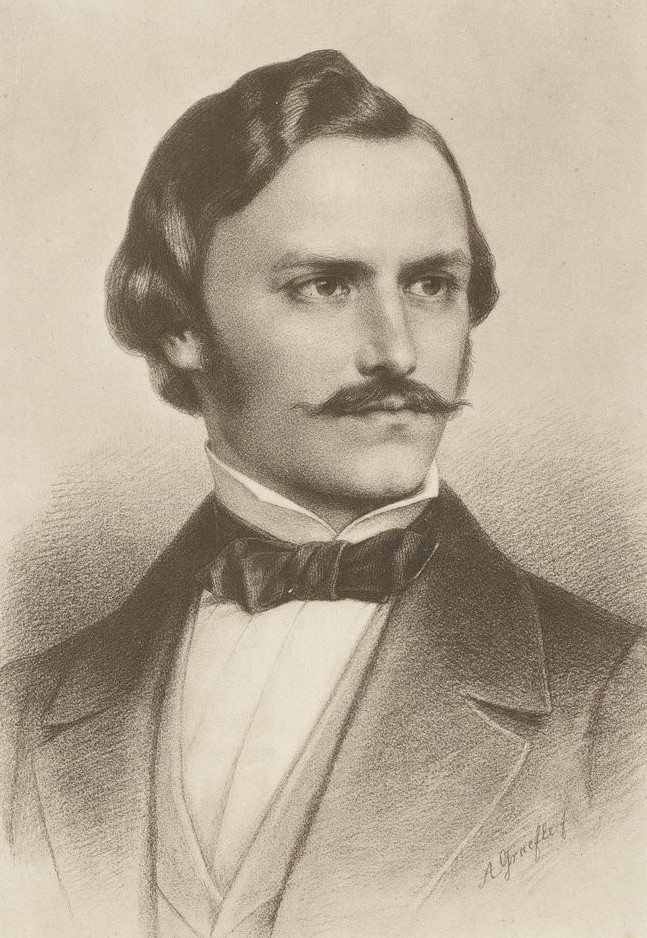
‏أدولف شلاغينتويت‏
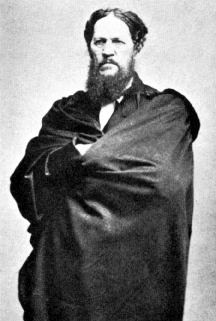
‏يوشيا هارلان‏
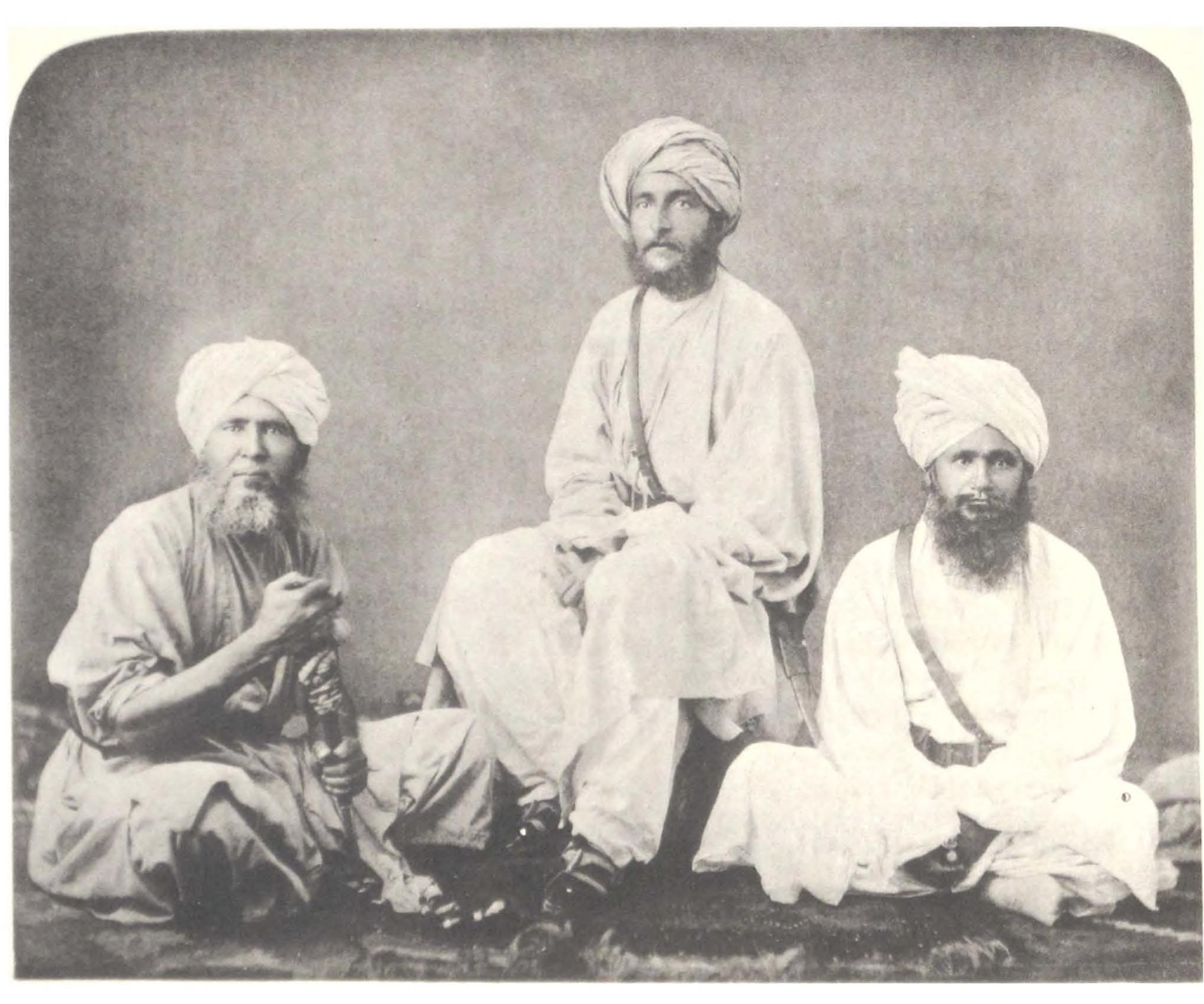
‏وليام واتس ماكنير‏
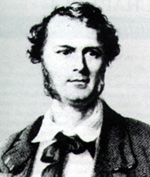
‏جيمس بروك‏

- ‏ألكسندر غاردنر‏‏ ‏‏(‏‏1785-1877) ‏‏مغامر‏‏ ‏‏أمريكي‏‏ تم أسره في أفغانستان عام ‏‏1823‏‏.
- ‏يوشيا هارلان‏‏ (1799-1871)  مغامر أمريكي تم تجنيده كجراح في جيش ‏‏شركة الهند الشرقية‏‏ البريطانية في عام 1824‏.
- ‏فريدريك "باهاري" ويلسون‏‏ ‏‏(‏‏1817-1883)، ‏‏ضابط‏‏ ‏‏إنجليزي‏‏ ‏‏هجر‏‏ خلال ‏‏الحرب الأفغانية الأولى‏‏.
- ‏جيمس بروك‏‏ رجل إنجليزي أصبح، في عام 1841، أول حاكم أبيض‏‏ ‏‏من سراوق في بورنيو، امتنانا لمساعدته العسكرية لسلطان ‏‏بروناي‏‏. يلمح كيبلينج إلى بروك في السرد من خلال وصف كافيرستان بأنه "‏‏البلد الوحيد في العالم حيث يمكن لرجلين قويين أن يصنعا ساراواك الصغيرة".‏
- ‏أدولف شلاغينتويت‏‏ ‏‏(‏‏1829-1857‏‏)  ‏‏عالم نبات‏‏ ‏‏ومستكشف‏‏ ‏‏ألماني‏‏ ‏‏لآسيا الوسطى‏‏ يشتبه في أنه ‏‏جاسوس‏‏ صيني، وقطع والي خان رأسه في كاشغر‏‏.‏
- ‏زار ويليام واتس ماكنير‏‏ ‏‏(‏‏1849-1889) ‏‏مساح‏‏ إدارة المساحة الهندية، كافيرستان في عام 1883، متنكرا في زي ‏‏حكيم‏‏ ‏‏(طبيب محلي‏‏) أثناء إجازته ، في انتهاك للوائح الحكومية. أكسبه تقريره إلى ‏‏الجمعية الجغرافية الملكية‏‏ ‏‏جائزة مورشيسون‏